# 和歌山縣立向陽中學校及高等學校
和歌山縣立向陽中學校及高等學校是位於日本和歌山縣和歌山市太田地區的公立完全中學，為文部科學省指定以數理教育為重點的超級科學高中。

## 歷史
學校成立於1915年，最初為舊制中學校，名為「和歌山縣立海草中學校」，1948年配合日本的學制改革更名為「和歌山縣立向陽高等學校」，2004年設立「和歌山縣立向陽中學校」，成為和歌山縣內第一個縣立的中學校，同時也成為完全中學。
由於致力於數理教育，在1993年開始設立著重於數理及英文課程的環境科學科。
該校的棒球部過去在1930年代至1940年代期間曾是是和歌山縣內的常勝軍，至今已累積參加全國高等學校棒球錦標賽八次，獲選入選拔高等學校棒球大會也已超過10次，其中也曾在1939年及1940年連續兩年奪下全國高等學校棒球錦標賽優勝。